# Carracedo (La Vega)
Carracedo (llamada oficialmente San Miguel de Carracedo) es una parroquia y un lugar del municipio español de La Vega, en la provincia de Orense, Galicia.

## Organización territorial
La parroquia está formada por una entidad de población:
- Carracedo

## Demografía
Gráfica demográfica del lugar y parroquia de Carracedo según el INE español:
| Gráfica de evolución demográfica de Carracedo entre 2000 y 2023 |
|                                                                 |
| Datos según el nomenclátor publicado por el INE.                |